# Landhaura
Landhaura (o Landaura) è una suddivisione dell'India, classificata come nagar panchayat, di 16.022 abitanti, situata nel distretto di Haridwar, nello stato federato dell'Uttarakhand. In base al numero di abitanti la città rientra nella classe IV (da 10.000 a 19.999 persone).

## Geografia fisica
La città è situata a 29° 49' 00 N e 77° 56' 00 E.

## Società

### Evoluzione demografica
Al censimento del 2001 la popolazione di Landhaura assommava a 16.022 persone, delle quali 8.659 maschi e 7.363 femmine. I bambini di età inferiore o uguale ai sei anni assommavano a 3.352, dei quali 1.743 maschi e 1.609 femmine. Infine, coloro che erano in grado di saper almeno leggere e scrivere erano 5.707, dei quali 3.644 maschi e 2.063 femmine.